# Pruvotina cryophila
Pruvotina cryophila is een Solenogastressoort uit de familie van de Pruvotinidae. De wetenschappelijke naam van de soort is voor het eerst geldig gepubliceerd in 1901 door Pelseneer.